# نهر مانيو
نهر مانيو، هو نهر يقع في الكاميرون في إفريقيا.

## الوصف
يقع النهر في مقاطعة مانيو بالمنطقة الجنوبية الغربية من الكاميرون.
يمر النهر عبر الحدود الجنوبية لمحمية غابات نهر مون أسفل مامفي، يندمج نهر مانيو مع الأنهار التي تمر بمحمية غابة تاكاماندا ومتنزه نهر كروس الوطني في نيجيريا المجاورة. تعتبر هذه المناطق المحمية موائل مهمة لغوريلا نهر كروس المهددة بالانقراض، يصب النهر في نهر كروس.